# Mychajło Burcz
Mychajło Wasylowycz Burcz, ukr. Михайло Васильович Бурч, ros. Михаил Васильевич Бурч, Michaił Wasiljewicz Burcz (ur. 15 kwietnia 1960 w Łucku) – ukraiński piłkarz, grający na pozycji bramkarza, trener piłkarski.

## Kariera piłkarska

### Kariera klubowa
W 1977 rozpoczął karierę piłkarską w miejscowym klubie Torpedo Łuck. Sezon 1980 spędził w Spartaku Iwano-Frankowsk, ale powrócił do Torpeda, w którym występował do 1990. W 1983 występował w amatorskiej drużynie Pryład Łuck. Od 1985 zaczął wykonywać karne. Jest jednym z bramkarzy, który w swojej karierze strzelił powyżej 25 bramek. W 1990 wyjechał za granicę, gdzie bronił barw klubów Stoczniowiec Gdańsk (z przerwą) oraz Chemlon Humenné. Latem 1994 powrócił do Ukrainy, gdzie został piłkarzem Weresu Równe. Następnie powrócił do Wołyni, a potem ponownie do Weresu. W sezonie 2000/01 grał w amatorskim drużynie Sokił Złoczów. Zakończył karierę piłkarską w zespole Łukor Kałusz.

### Kariera reprezentacyjna
Występował w juniorskiej reprezentacji Ukraińskiej SRR.

## Kariera trenerska
Po zakończeniu kariery piłkarskiej pomagał trenować bramkarzy w Wołyni Łuck.

## Sukcesy i odznaczenia

### Sukcesy klubowe
- mistrz Wtoroj ligi ZSRR: 1988
- wicemistrz Wtoroj ligi ZSRR: 1989

### Sukcesy indywidualne
- 4. miejsce w historii Wołyni Łuck w ilości rozegranych meczów: 456 meczów[2].